# Jairo Rodrigues
Jairo Rodrigues (nacido el 31 de diciembre de 1992) es un futbolista brasileño que se desempeña como defensa.

## Trayectoria

### Clubes
| Club              | País       | Año         |
| ----------------- | ---------- | ----------- |
| América           | Brasil     | 2011 - 2012 |
| POFC Botev Vratsa | Bulgaria   | 2012 - 2014 |
| Trofense          | Portugal   | 2014 - 2015 |
| Neftchi Baku PFK  | Azerbaiyán | 2015 - 2017 |
| Sepahan FC        | Irán       | 2017        |
| Montedio Yamagata | Japón      | 2018 -      |